# Crypt Sermon
Crypt Sermon ist eine US-amerikanische Epic-Doom-Band aus Philadelphia, Pennsylvania, die im Jahr 2013 gegründet wurde.

## Geschichte
Die Band wurde im Jahr 2013 von dem Bassisten und Sänger Brooks Wilson, den Gitarristen Steve Jansson und James Lipczynski und dem Schlagzeuger Enrique Sagarnaga gegründet. Im Januar 2014 entschied Wilson, sich komplett auf den Gesang zu konzentrieren, woraufhin Will Mellor als Bassist zur Besetzung kam. In Eigenveröffentlichung erschien im Juni 2013 das erste Demo MMXIII. Im Jahr 2015 erschien das Debütalbum Out of the Garden, an dem die Band etwa eineinhalb Jahre gearbeitet hatte.
Am 13. September 2019 wurde mit The ruins of fading light das zweite Album veröffentlicht. Bei den Aufnahmen für das Album hatte an der Bassgitarre Frank Chin die Stelle von Will Mellor eingenommen. Bei mehreren Tracks wirkte Thomas Tannenberger von Abigor mit. „The ruins of fading light“ enthält zehn Tracks, darunter drei relativ kurze Instrumentals sowie sieben teilweise deutlich mehr als fünf Minuten lange Stücke. Das Gemälde auf dem Frontcover stammt, wie schon beim Vorgängeralbum, von Brooks Wilson.

## Stil
Mandy Malon vom Rock Hard schrieb, dass die Band Epic Doom spielt. Im Interview mit ihr gab Jansson an, dass dieses Genre in den USA nicht sehr populär sei. Man habe sich bewusst gegen den Stoner-Rock- und Sludge-Trend entschieden. Die Gruppe wolle sich stärker auf das Songwriting fokussieren als auf „stumpfes, schleppendes Geschrammel und Lautstärke um der Lautstärke willen“. Die Texte seien durch die Bibel geprägt, wobei Brooks Wilson die Texte schreibe. Die Mitglieder seien nicht religiös, allerdings habe Wilson in seiner Kindheit eine christliche Schule besucht und wisse viel von dieser Thematik. Als Einflüsse für die Band würden Gruppen wie Iron Maiden, Metallica, Scorpions, Mercyful Fate, Riot, Dead Can Dance und Fields of the Nephilim gelten. Außerdem sei auch Filmmusik ein wichtiger Einfluss. Ansonsten versuche man, die eigenen Persönlichkeiten sowie persönliche Erfahrungen in den Liedern zu verarbeiten.
Reini von stormbringer.at schrieb in seiner Rezension zum Debütalbum, dass die Band Epic Doom im Stil von Candlemass und Solitude Aeturnus spielt, wobei sie im Gegensatz zu den beiden genannten Bands noch traditionelle Metal-Klänge mit einarbeite. Auf dem Album klinge die Band wie King Diamond auf einem Mercyful-Fate-Album, allerdings ohne den Falsett-Gesang. Der Sänger Wilson klinge wie eine Mischung aus Mark „The Shark“ Shelton von Manilla Road, Ronnie James Dio und Geoff Tate. Durch den Dio-Einfluss komme ein Black-Sabbath-Vergleich nahe, wobei besonders Ähnlichkeiten zu Heaven und Hell und Mob Rules vorhanden seien.
Das zweite Album The ruins of fading light wurde von David Rodriguez dem Epic Doom zugeordnet, jedoch seien die Doom-Elemente etwas zugunsten der epischen Momente zurückgetreten; er sah zugleich eine Metal-Ästhetik der alten Schule mit moderner Sensibilität.

## Diskografie
- 2013: Demo MMXIII (Demo, Eigenveröffentlichung)
- 2015: Out of the Garden (Album, Dark Descent Records)
- 2019: The Ruins of Fading Light (Album, Dark Descent Records)
- 2024: The Stygian Rose (Album, Dark Descent Records)